# British Rail Classe 07
La British Rail Classe 07 è una classe di locomotive diesel a trasmissione elettrica prodotte per la British Rail dall'azienda Ruston & Hornsby nel 1962. 

## Storia
Le locomotive Classe 07 erano note perché le loro boccole si surriscaldavano facilmente quando la locomotiva andava ad alta velocità. Questo fenomeno si verificò inizialmente con la consegna della prima locomotiva della Classe, perciò le altre locomotive vennero consegnate passando su strada. Un'altra prova al deposito di Selhurst, località di Croydon, dimostrò il facile surriscaldamento delle boccole; perciò, i restanti spostamenti dalle officine British Rail Engineering Limited vennero compiuti via strada. Questo non accadeva sulle altre classi, dove venivano rimosse le aste di accoppiamento e i motori elettrici di trazione venivano isolati, in modo da poter venire trainati come un treno. Questo succedeva solitamente con le locomotive Classe 08, che, solitamente, venivano agganciate ai treni merci notturni e venivano trasportate alle officine. 
La maggior parte delle locomotive Classe 07 lavorarono al porto di Southampton e alle officine ferroviarie di Eastleigh. Le locomotive che lavoravano al porto di Southampton alloggiavano in un vecchio deposito sul fiume Itchen.
Le locomotive Classe 07 con numerazione Total Operations Processing System, o TOPS, avevano anche dei freni Westinghouse, che gli permetteva di manovrare gli elettrotreni della Southern Region of British Railways; perciò tre di queste locomotive lavorarono come manovratori a un deposito locomotive di elettrotreni. Delle locomotive con numerazione TOPS, le locomotive 07003 e 07009 vennero vendute alla P Wood di Queenborough; successivamente, la locomotiva 07009 venne esportata in Italia e andò a lavorare a Trieste, e nel 1997 venne rottamata. Invece, la locomotiva 07003 venne acquistata dalla British Industrial Sand di Oakamoor, e venne rottamata nel 1985.

## Preservazione
Diverse delle locomotive Classe 07 sono state preservate.
- Locomotiva 07001: è stata preservata dall'Heritage Shunters Trust e lavora sulla Peak Rail, ferrovia turistica del Derbyshire
- Locomotiva 07005: preservata alla Great Central Railway, ferrovia turistica del Leicestershire
- Locomotiva 07007: lavora alle officine di Eastleigh per la Knights Rail Services[5]
- Locomotiva 07010: lavora sulla Avon Valley Railway, ferrovia turistica del South Gloucestershire
- Locomotiva 07011: lavora al deposito di St Leonards di Bulverhythe
- Locomotiva 07012: preservata al deposito di Barrow Hill
- Locomotiva 07013: riportata alla livrea blu originale[6]. Preservata sulla East Lancashire Railway